# نايل كيون
نايل كيون (بالإنجليزية: Niall Keown)‏ هو لاعب كرة قدم بريطاني في مركز الدفاع، ولد في 5 أبريل 1995 في أكسفورد في المملكة المتحدة. شارك مع منتخب جمهورية أيرلندا تحت 21 سنة لكرة القدم. أما مع النوادي، فقد لعب مع نادي ريدنغ.

## وصلات خارجية
- نايل كيون على موقع قاعدة بيانات كرة القدم.إي يو (الإنجليزية)
- نايل كيون على موقع Soccerbase.com (لاعب) (الإنجليزية)
- نايل كيون على موقع Soccerway.com (الإنجليزية)